# Rote Kaserne (Aachen)

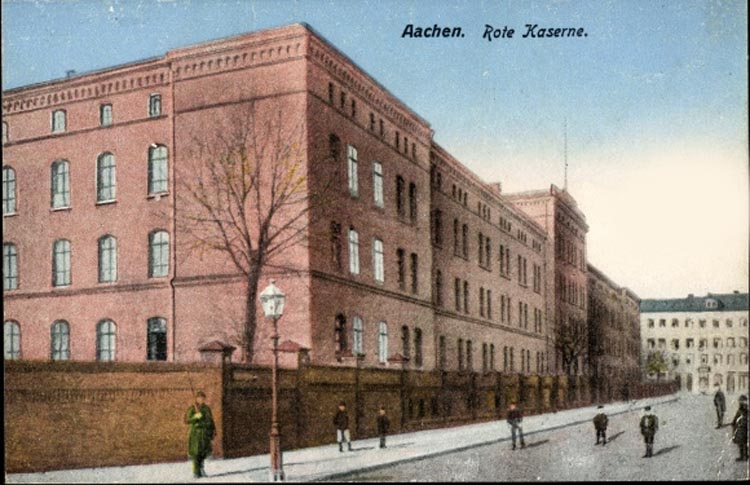
Alte Postkarte der Roten Kaserne in Aachen (ca. 1900–1914)

Die Rote Kaserne war ein 1890 in Aachen erbautes Militärgebäude aus rotem Klinkerstein. Nach dem Ersten Weltkrieg wurde es zur Nutzung den Besatzungstruppen übergeben. Vor dem Zweiten Weltkrieg wurde das Gebäude in eine Abteilung des Zollamtes umgewandelt. In der Nachkriegszeit zog das Finanzamt ein, dessen Neubau das alte Gebäude 1974 schließlich weichen musste.

## Militärische Nutzung
Nach dem Neubau der „Gelben Kaserne“ 1881 und der Aufgabe der Prinzenhof Kaserne 1888, begann man 1890 in der Kronprinzenstraße mit dem Bau einer weiteren Kaserne.
Die Straße erhielt ihren Namen zu Ehren des Kronprinzen, des späteren Friedrich III., der zeitweise Kommandeur des Regiments war.
Während die Gelbe Kaserne ein imposanter im wilhelminischen Barockstil erbauter Gebäudekomplex war, musste jetzt gespart werden. Die neue Kaserne war ein schlichter Zweckbau. Aufgrund der 109 m langen Fassaden aus roten Ziegelsteinen erhielt sie den Namen „Rote Kaserne“.
Noch im selben Jahr, nach dem Herbstmanöver, bezog das II. Bataillon des 5. Westfälischen Infanterie-Regiments Nr. 53 die Rote Kaserne, womit das ganze Regiment in Aachen stationiert war.
Nach 18 Jahren in Aachen, im März 1895, wurde das 5. Westfälische Infanterie-Regiment Nr. 53 nach Köln verlegt. Noch am gleichen Tage rückten das Füsilier-Regiment „Fürst Karl-Anton von Hohenzollern“ (Hohenzollernsches) Nr. 40 und der Stab der 29. Infanterie-Brigade von Köln nach Aachen. Das II. Bataillon wurde in der Roten Kaserne untergebracht. 1902 veränderte sich die Unterbringung des Füsilier-Regiments. In der Gelben Kaserne wurden das I. und II. Bataillon untergebracht, in der Roten Kaserne das III. Dadurch kam es auch zu den Bezeichnungen Kaserne I/II für die Gelbe und Kaserne III für die Rote Kaserne. Im selben Jahr kam es übrigens zum Abriss der Marienthaler Kaserne.

## Erster Weltkrieg
Im Juni 1913 jährte sich zum 100. Male die Stiftung des Infanterie-Regiments „von Lützow“ (1. Rheinisches) Nr. 25. Das Heer wurde um eine Maschinengewehrkompanie ergänzt, welche in die Rote Kaserne einzog.
Im Rahmen der Novemberrevolution wurden am 8./9. November 1918 in Aachen Arbeiter- und Soldatenräte gebildet. Diese zwangen die Aachener Ersatztruppenteile die Gelbe und Rote Kaserne zu übergeben. Für die belgischen Besatzungstruppen mussten diverse Gebäude Aachens zur Nutzung übergeben werden, so auch die Kasernen. Die Rote Kaserne, von den Belgiern Caserne Rouge genannt, war unter anderem mit Kraftfahrtruppen (PKW und LKW) belegt.

## Zivile Nutzung
1933 verlor die Rote Kaserne ihre militärische Funktion. Einige Gebäude wurden umgebaut und Anfang Juni 1934 zog eine Abteilung des Zollamtes ein. Das Amt hieß vorher Hauptzollamt Aachen-Inlandsverkehr und nun Hauptzollamt Aachen-Kronprinzenstraße. Es war zuständig für den belgischen Grenzverkehr.
Nach dem Ende des Zweiten Weltkriegs befanden sich in Deutschland Millionen von Vertriebenen. Die Militärverwaltung gründete die sogenannten „Heimkehrlager“, von wo aus die Personen in Sammeltransporten in ihre Heimatländer zurückreisen konnten. In Aachen bestanden jene Lager vom 15. März 1945 bis August 1946. Die Rote Kaserne fungierte als Außenstelle eines solchen Lagers, als „Brand Junior Camp“.
1947 zog das Finanzamt in dem Gebäude der Roten Kaserne ein. 1974 begannen die Abbrucharbeiten der Roten Kaserne und schufen somit Platz für den Neubau des Finanzamtes Aachen-Land.
Mutmaßlich sind die Reste der roten und gelben Klinkersteine beider Kasernen in der Fassade des Bahnhofs Rothe Erde verbaut.